# Première ligue canadienne 2019
Navigation
Édition suivante
La saison 2019 de la Première ligue canadienne est la première édition de la Première ligue canadienne de soccer professionnelle organisée par l'Association canadienne de soccer.
La saison inaugurale débute en avril 2019 avec sept équipes. Le championnat est divisé en deux parties, un tournoi printemps et un tournoi automne. Lors du tournoi printanier les équipes disputent dix rencontres chacune tandis que lors du tournoi automnal, les équipes disputent dix-huit matchs chacune.
À la fin de la saison régulière, les vainqueurs des deux tournois se rencontrent pour la finale du championnat, le vainqueur de cette finale sera couronné champion du Canada et se qualifie pour la Ligue de la CONCACAF 2020.
Les sept clubs de la Première ligue canadienne de soccer sont également inscrits pour le Championnat canadien de soccer 2019, tournoi avec les équipes canadiennes de Major League Soccer et de USL Championship, ainsi qu'une équipe de la Première ligue de soccer du Québec et une de la League1 Ontario. Le vainqueur de ce tournoi est qualifié pour la Ligue des champions de la CONCACAF 2020.

## Contexte
Le 6 mai 2017, la Première ligue canadienne est créée après une approbation unanime à l'Association canadienne de soccer. Sept équipes franchisées rejoignent les rangs de la ligue naissante pour participer à la première édition en 2019.

## Équipes participantes
| Participants     |                                |                             |                                                      |
| Équipe           | Ville et province              | Stade (capacité)            | Entraîneur                                           |
| Cavalry FC       | Calgary, Alberta               | Spruce Meadows (en) (6 000) | Thomas Wheeldon Jr. (en)                             |
| FC Edmonton      | Edmonton, Alberta              | Stade Clarke (5 100)        | Jeff Paulus (en)                                     |
| HFX Wanderers FC | Halifax, Nouvelle-Écosse       | Wanderers Grounds (6 500)   | Stephen Hart                                         |
| Valour FC        | Winnipeg, Manitoba             | IG Field (33 234)           | Robert Gale (en)                                     |
| York 9 FC        | Région de York, Ontario        | Alumni Field (en) (3 000)   | Jim Brennan                                          |
| Forge FC         | Hamilton, Ontario              | Stade Tim Hortons (10 000)  | Bobby Smyrniotis                                     |
| Pacific FC       | Langford, Colombie-Britannique | Stade Westhills (6 500)     | Michael Silberbauer (18 octobre 2019) James Merriman |

## Format de la compétition
| \| Cavalry Edmonton HFX Wanderers Valour York Forge Pacific \| Localisation des équipes de la Première ligue canadienne en 2019. |
| Cavalry Edmonton HFX Wanderers Valour York Forge Pacific                                                                         |

La saison se déroule ainsi :
- Un tournoi printanier où chaque équipe joue dix rencontres ;
- Un tournoi automnal où chaque équipe joue dix-huit rencontres ;
- Une finale opposant les vainqueurs des deux tournois.

En cas d'égalité, les critères suivants départagent les équipes :
1. Nombre de victoires
2. Différence de buts générale
3. Nombre de buts marqués
4. Classement du fair-play
5. Différence de buts à l'extérieur
6. Nombre de buts marqués à l'extérieur
7. Tirage à la pièce

### Qualification à la Ligue de la CONCACAF
Avec la création de la Première ligue canadienne, l'Association canadienne de soccer obtient une place en Ligue de la CONCACAF dès l'édition 2019. L'ACS attribue ce billet dans la compétition continentale de deuxième rang en CONCACAF à la Première ligue canadienne. Pour déterminer le représentant canadien, la ligue n'ayant pas de tenant du titre, décide que l'équipe fondatrice de la PLC (que sont le FC Edmonton, le Forge FC et le Valour FC) qui termine la mieux classée en confrontations directes à l'issue du tournoi printanier sera qualifiée.

## Compétition

### Tournoi printemps
Le tournoi printanier débute le 27 avril 2019 et se termine le 1er juillet 2019. Chaque équipe dispute dix rencontres.
| Rang | Équipe           | Pts | J  | G | N | P | Bp | Bc | Diff |
| ---- | ---------------- | --- | -- | - | - | - | -- | -- | ---- |
| 1    | Cavalry FC       | 24  | 10 | 8 | 0 | 2 | 16 | 7  | +9   |
| 2    | Forge FC         | 19  | 10 | 6 | 1 | 3 | 15 | 7  | +8   |
| 3    | FC Edmonton      | 14  | 10 | 4 | 2 | 4 | 8  | 9  | -1   |
| 4    | HFX Wanderers FC | 11  | 10 | 3 | 2 | 5 | 8  | 11 | -3   |
| 5    | Pacific FC       | 11  | 10 | 3 | 2 | 5 | 11 | 15 | -4   |
| 6    | York9 FC         | 11  | 10 | 2 | 5 | 3 | 9  | 11 | -2   |
| 7    | Valour FC        | 9   | 10 | 3 | 0 | 7 | 8  | 15 | -7   |

|  | Qualification pour la finale du championnat |

| Rang | Équipe           | Pts | J  | G | N | P | Bp | Bc | Diff |
| ---- | ---------------- | --- | -- | - | - | - | -- | -- | ---- |
| 1    | Cavalry FC       | 24  | 10 | 8 | 0 | 2 | 16 | 7  | +9   |
| 2    | Forge FC         | 19  | 10 | 6 | 1 | 3 | 15 | 7  | +8   |
| 3    | FC Edmonton      | 14  | 10 | 4 | 2 | 4 | 8  | 9  | -1   |
| 4    | HFX Wanderers FC | 11  | 10 | 3 | 2 | 5 | 8  | 11 | -3   |
| 5    | Pacific FC       | 11  | 10 | 3 | 2 | 5 | 11 | 15 | -4   |
| 6    | York9 FC         | 11  | 10 | 2 | 5 | 3 | 9  | 11 | -2   |
| 7    | Valour FC        | 9   | 10 | 3 | 0 | 7 | 8  | 15 | -7   |

|  | Qualification pour la finale du championnat |

| Résultats (▼dom., ►ext.)                                   | CAV | FCE | FOR | HFX | PAC | VAL | YOR |
| Cavalry FC                                                 |     | 1-0 | 0-1 | 2-0 |     | 1-0 | 2-1 |
| FC Edmonton                                                | 0-3 |     | 1-0 | 2-0 | 0-0 | 0-1 |     |
| Forge FC                                                   | 1-2 | 2-0 |     |     | 3-0 | 2-1 | 1-1 |
| HFX Wanderers FC                                           | 1-2 |     | 2-1 |     | 2-1 | 2-0 | 1-1 |
| Pacific FC                                                 | 3-1 | 1-3 |     | 1-0 |     | 1-2 | 2-2 |
| Valour FC                                                  |     | 1-2 | 0-2 | 1-0 | 1-2 |     | 1-3 |
| York9 FC                                                   | 0-2 | 0-0 | 0-2 | 0-0 | 1-0 |     |     |
| - Victoire à domicile - Match nul - Victoire à l'extérieur |     |     |     |     |     |     |     |

#### Qualification pour la Ligue de la CONCACAF 2019
Pour cette première saison de Première ligue canadienne, l'absence de tenant du titre laisse une place en Ligue de la CONCACAF vacante. Avec un représentant dès l'édition 2019 de la compétition, la ligue décide que l'équipe fondatrice la mieux classée en confrontations directes à l'issue du tournoi printanier représentera le Canada. Les trois équipes fondatrices sont les suivantes : le FC Edmonton, le Forge FC et le Valour FC.